# Voleibol de praia nos Jogos Olímpicos de Verão da Juventude de 2018
As competições de voleibol de praia nos Jogos Olímpicos de Verão da Juventude de 2018 ocorreram entre 7 e 17 de outubro em um total de dois eventos. As competições aconteceram na Arena de Voleibol de Praia do Parque Verde, localizado em Buenos Aires, Argentina.

## Calendário
| Outubro           | 6 | 7 | 8 | 9 | 10 | 11 | 12 | 13 | 14 | 15 | 16 | 17 | 18 |
| ----------------- | - | - | - | - | -- | -- | -- | -- | -- | -- | -- | -- | -- |
| Voleibol de praia |   |   |   |   |    |    |    |    |    |    |    | 2  |    |

|  | Dia de competição |  | Dia de final |

## Qualificação
Cada Comitê Olímpico Nacional (CON) pode inscrever no máximo duas equipes, uma em cada gênero. Como país-sede, Argentina recebeu a cota máxima. Dez vagas, cinco em cada gênero foram decididos pela Comissão Tripartite. As vagas restantes foram distribuídas pelo Campeonato Mundial de Voleibol de Praia Sub-19 de 2018 e torneios qualificatórios em cinco continentes. O Campeonato Mundial tem prioridade em determinar as equipes.
Para ser elegível a participar da competição os atletas precisavam ser nascidos entre 1 de janeiro de 2000 e 31 de dezembro de 2003.
Masculino
| Evento                                        | Local         | Data                   | Vagas totais | Qualificado                                                           |
| --------------------------------------------- | ------------- | ---------------------- | ------------ | --------------------------------------------------------------------- |
| País-sede                                     | -             | -                      | 1            | ARG Argentina                                                         |
| Campeonato Mundial Sub-19 de 2018             | Nanquim       | 10–15 de julho de 2018 | 1            | RUS Rússia                                                            |
| Campeonato Sub-19 da Oceania                  | Camberra      | 1–3 de março de 2018   | 2            | AUS Austrália NZL Nova Zelândia                                       |
| Campeonato Sub-19 da Zona AFECAVOL            | Puntarenas    | 8–12 de março de 2018  | 1            | CRC Costa Rica                                                        |
| Campeonato Sub-19 da Ásia                     | Nakhon Pathom | 23–25 de março de 2018 | 2            | INA Indonésia THA Tailândia                                           |
| Campeonato Sub-19 da Zona Central             | Havana        | 25–28 de maio de 2018  | 2            | CUB Cuba PUR Porto Rico                                               |
| Final da Copa Continental Europeia 2017-18    | Baden         | 8–10 de junho de 2018  | 5            | CZE Chéquia GBR Grã-Bretanha HUN Hungria NED Países Baixos SWE Suécia |
| Campeonato Sub-19 da Zona EVCA                | Saint John's  | 14–18 de junho de 2018 | 1            | VIN São Vicente e Granadinas                                          |
| Rankings finais do Tour Juvenil Sul-Americano | Vários        | 17 de junho de 2018    | 5            | BOL Bolívia CHI Chile ECU Equador PAR Paraguai VEN Venezuela          |
| Campeonato Sub-19 da Zona CAZOVA              | Oranjestad    | 6–9 de julho de 2018   | 1            | ARU Aruba                                                             |
| Campeonato Sub-19 da África                   | Argel         | 19–28 de julho de 2018 | 5            | MOZ Moçambique GHA Gana GAM Gâmbia MRI Maurício RWA Ruanda            |
| Convidados pela Comissão Tripartite           | -             | -                      | 2            | MON Mônaco TOG Togo                                                   |
| Realocação de vagas ociosas                   | -             | -                      | 4            | BRA Brasil GER Alemanha POL Polônia USA Estados Unidos                |
| TOTAL                                         |               |                        | 32           |                                                                       |

Feminino
| Evento                                        | Local         | Data                   | Vagas totais | Qualificado                                                                           |
| --------------------------------------------- | ------------- | ---------------------- | ------------ | ------------------------------------------------------------------------------------- |
| País-sede                                     | -             | -                      | 1            | ARG Argentina                                                                         |
| Campeonato Mundial Sub-19 de 2018             | Nanquim       | 10–15 de julho de 2018 | 1            | RUS Rússia                                                                            |
| Campeonato Sub-19 da Oceania                  | Camberra      | 1–3 de março de 2018   | 2            | AUS Austrália NZL Nova Zelândia                                                       |
| Campeonato Sub-19 da Zona AFECAVOL            | Puntarenas    | 8–12 de março de 2018  | 1            | GUA Guatemala                                                                         |
| Campeonato Sub-19 da Ásia                     | Nakhon Pathom | 23–25 de março de 2018 | 1            | THA Tailândia                                                                         |
| Campeonato Sub-19 da Zona Central             | Havana        | 25–28 de maio de 2018  | 2            | PUR Porto Rico USA Estados Unidos                                                     |
| Final da Copa Continental Europeia 2017-18    | Baden         | 8–10 de junho de 2018  | 5            | ITA Itália NOR Noruega POL Polônia ESP Espanha NED Países Baixos                      |
| Campeonato Sub-19 da Zona EVCA                | Saint John's  | 14–18 de junho de 2018 | 1            | DMA Dominica                                                                          |
| Rankings finais do Tour Juvenil Sul-Americano | Vários        | 17 de junho de 2018    | 5            | BOL Bolívia BRA Brasil PAR Paraguai PER Peru VEN Venezuela                            |
| Campeonato Sub-19 da Zona CAZOVA              | Oranjestad    | 6–9 de julho de 2018   | 1            | ARU Aruba                                                                             |
| Campeonato Sub-19 da África                   | Argel         | 19–28 de julho de 2018 | 5            | MOZ Moçambique RWA Ruanda EGY Egito COD República Democrática do Congo SLE Serra Leoa |
| Convidados pela Comissão Tripartite           | -             | -                      | 1            | VAN Vanuatu                                                                           |
| Realocação de vagas ociosas                   | -             | -                      | 6            | CAN Canadá CHN China ECU Equador MEX México SUI Suíça URU Uruguai                     |
| TOTAL                                         |               |                        | 32           |                                                                                       |

## Medalhistas
| Evento             | Ouro                                       | Prata                                            | Bronze                                       |
| ------------------ | ------------------------------------------ | ------------------------------------------------ | -------------------------------------------- |
| Masculino detalhes | David Åhman Jonatan Hellvig SWE Suécia     | Yorick de Groot Matthew Immers NED Países Baixos | Bautista Amieva Mauro Zelayeta ARG Argentina |
| Feminino detalhes  | Mariia Bocharova Maria Voronina RUS Rússia | Nicol Bertozzi Claudia Scampoli ITA Itália       | Frida Berntsen Emilie Olimstad NOR Noruega   |

## Quadro de medalhas
| Ordem | País              | Medalha de ouro | Medalha de prata | Medalha de bronze |   |
| ----- | ----------------- | --------------- | ---------------- | ----------------- | - |
| 1     | RUS Rússia        | 1               |                  |                   | 1 |
|       | SWE Suécia        | 1               |                  |                   | 1 |
| 3     | ITA Itália        |                 | 1                |                   | 1 |
|       | NED Países Baixos |                 | 1                |                   | 1 |
| 5     | ARG Argentina     |                 |                  | 1                 | 1 |
|       | NOR Noruega       |                 |                  | 1                 | 1 |
| TOTAL | TOTAL             | 2               | 2                | 2                 | 6 |